# De kaperbrief
De kaperbrief  (Frans: La mission secrète de l'épervier) is het 11e album uit de Belgische stripreeks Roodbaard van Jean-Michel Charlier en Victor Hubinon. Het stripalbum werd in 1971 uitgebracht. Dit is het derde album waarin Roodbaard zelf niet meespeelt, maar de hoofdrol helemaal is weggelegd voor zijn zoon Erik. 

## Het verhaal

### De oorlog
Er is weer oorlog tussen Frankrijk enerzijds en Engeland en de Nederlanden anderzijds. In de Europese landoorlog behalen de Fransen het ene succes na het andere, maar in de overzeese koloniën is de Franse marine geen partij voor de Engels-Nederlandse eskaders. In de haven van New Orleans heeft Erik Lerouge de bemanning van zijn schip moeten ontslaan. Al maanden geleden heeft hij de Franse gouverneur de Bienville gevraagd om als kaper in dienst van Frankrijk te mogen opereren, maar tot dusver heeft hij hier geen enkel antwoord op gekregen. Erik, die alleen met Driepoot en Baba op de tot Sperwer omgedoopte driemaster See-Adler woont, staat het water nu tot de lippen. De drie hebben nog maar voor enkele dagen voedsel en zullen daarna het schip moeten verkopen. Op een nacht ontvangen ze gemaskerd bezoek: het zijn gouverneur de Bienville en de graaf van Jussière, die zojuist uit Frankrijk is gearriveerd om Erik in naam van de koning zijn kaperbrief te overhandigen. Hiervoor moet Erik wel eerst een vertrouwelijke opdracht uitvoeren: het door de Engelsen belegerde Fort-de-France (op Martinique) van voorraden voorzien. Erik stemt toe en de Sperwer wordt voorzien van buskruit, wapens en proviand. Erik is genoodzaakt zeelui uit de gevangenis in dienst te nemen, omdat door de Engelse blokkade van de Mississippi slechts enkele gewone matrozen zijn te strikken voor deze gevaarlijke reis.

### De Engelse blokkade
Tijdens de laatste bevoorrading in de Mississippi-delta wordt de voor de kust patrouillerende Engelse marine gewaarschuwd door een verrader. Ook stuit Erik tijdens een verkenningstocht op een uitgeputte Fransman, die is ontsnapt uit de Spaanse kolonie Matagorda. Ondanks het verraad weet Erik in dichte mist door de Engelse blokkade te breken, waarbij het Engelse fregat Triton door de Fransen onder vuur wordt genomen en zwaar beschadigd raakt. De andere schepen Mercury en Achilleus zetten de achtervolging in. Op volle zee besluit Erik niet rechtstreeks naar Fort-de-France te varen, maar eerst naar het westen te varen, naar Matagorda. Onder de valse naam Valk vaart hij de haven van Matagorda binnen, waar hij voedselvoorraden bestelt en zijn onbetrouwbare bemanning van criminelen in de stad laat passagieren. De Spaanse gouverneur van de stad blijkt Don Enrique te zijn, een oude bekende van Erik (zie: Het gebroken kompas en De Spaanse hinderlaag). De voorraden worden door de Franse slaven aan boord gebracht, waarna Erik hen bevrijdt, de Spaanse bewakers overboord laat gooien en wegvaart.

### Fort-de-France
Ook nu vaart Erik nog niet naar Fort-de-France. Hij weet dat de belegeraars gewaarschuwd zijn en besluit naar Barbados te varen, waar zich een belangrijke basis van de Engelse vloot bevindt. 's Nachts onderschept hij de Blue Oak, het achterste schip van een konvooi van elf bewapende vrachtschepen op weg naar Martinique. Van dit schip maakt hij een brander, waarmee hij het Engelse fregat Achilleus vernietigt, dat de haven van Fort-de-France bewaakt. Daarna bereikt hij zonder veel problemen Fort-de-France, tot grote vreugde van het Franse garnizoen aldaar.